# Heliga Korsets kyrka, Asіpovіtjy
Heliga Korsets kyrka (belarusiska: Свята-Крыжаўзвіжанская царква; translitteration: Svjata-Križawzvižanskaja tsarkva) är en belarusisk-ortodox träkyrkobyggnad belägen i staden Asіpovіtjy, i Mahiljoŭs voblast, i centrala Belarus.
Kyrkan är helgad åt åminnelsedagen Det heliga korsets upphöjelse.

## Historik
Heliga Korsets kyrka i Asіpovіtjy byggdes 1826.

## Klocktornet
Klocktornet har tre våningar.

## Bilder

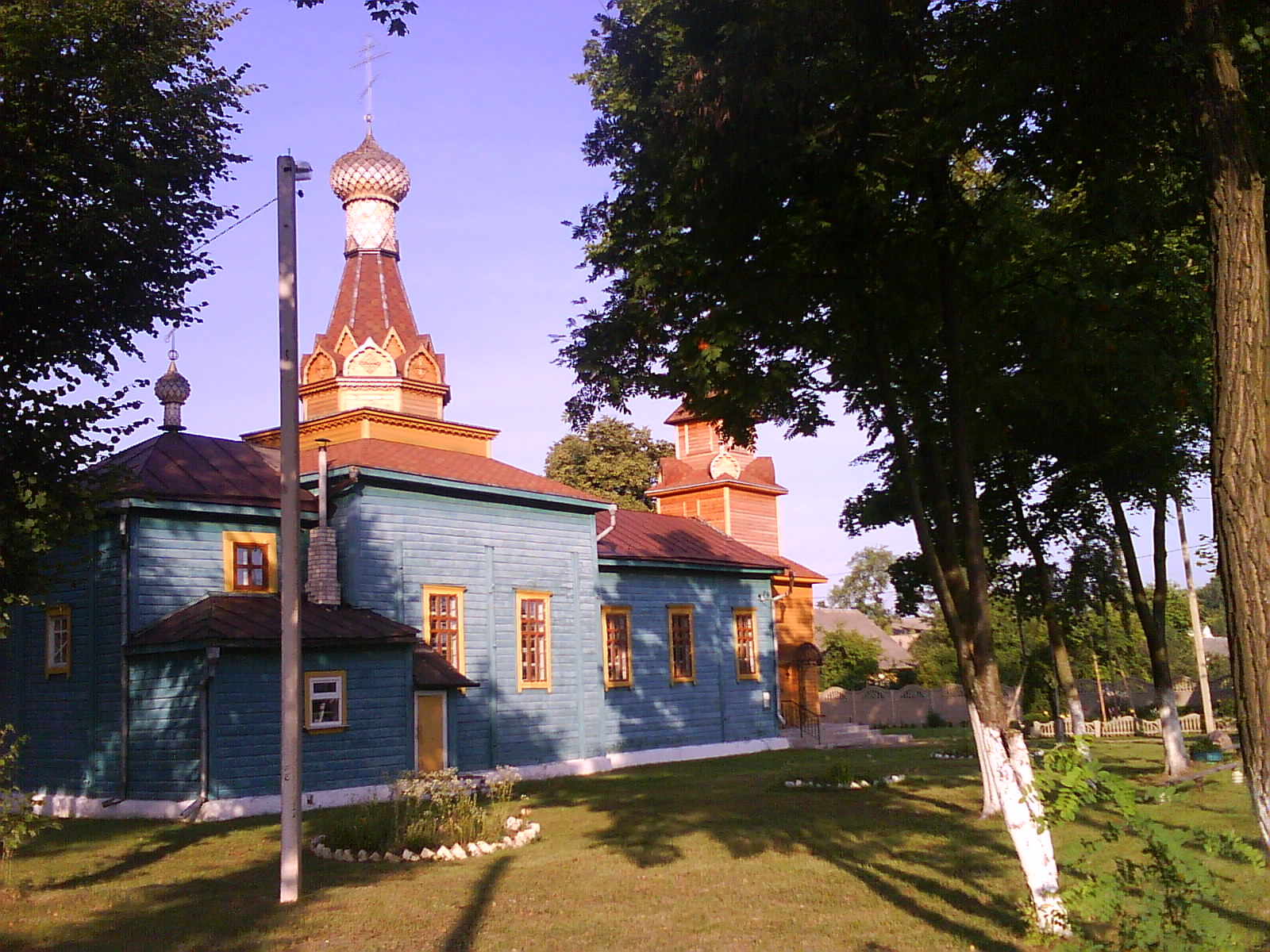
Kyrkan från sidan.
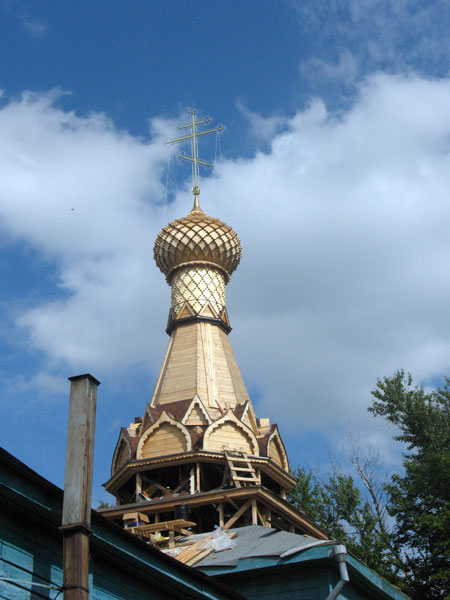
Närmare bild på en av kupolerna.

### Allmänna källor
- Храм Узвіжання Крыжа Гасподняга Асіповічы (hram.by)
- Осиповичи (globustut.by)
- Асіповічы | Царква Узвышэння Святога Крыжа - Каментарыі (radzima.org)